# Louis Rostollan
Louis Rostollan (Château-Gombert, 1 januari 1936 - Château-Gombert, 13 november 2020) was een Frans wielrenner.

## Belangrijkste overwinningen
1955
- 1e etappe Route du Vin
- 2e etappe Route du Vin
- eindklassement Route du Vin

1958
- eindklassement Dauphiné-Libéré
- 8e etappe Deel B Route du Sud

1960
- Ronde van Romandië

1961
- Ronde van Romandië

1964
- Circuit d'Auvergne

## Resultaten in voornaamste wedstrijden
| Jaar | Ronde van Italië | Ronde van Frankrijk | Ronde van Spanje |
| ---- | ---------------- | ------------------- | ---------------- |
| 1959 |                  | 59e                 |                  |
| 1960 | 60e              | 15e                 |                  |
| 1961 | 31e              | 31e                 |                  |
| 1962 |                  | 24e                 |                  |
| 1963 |                  | opgave              |                  |
| 1964 | 29e              | 22e                 |                  |
| 1965 |                  | 20e                 |                  |
| 1966 |                  | 47e                 |                  |

| Jaar | Milaan-San Remo | Luik-Bast.‑Luik |
| ---- | --------------- | --------------- |
| 1959 |                 |                 |
| 1960 |                 |                 |
| 1961 |                 |                 |
| 1962 |                 |                 |
| 1963 |                 | 21e             |
| 1964 |                 |                 |
| 1965 |                 |                 |
| 1966 | 112e            |                 |